# Altensteiner Höhle
Die Altensteiner Höhle befindet sich unterhalb des Altensteiner Parks im Ortsteil Schweina der Stadt Bad Liebenstein in Thüringen. Sie gilt als längste Höhle Thüringens. Sie wurde im Jahre 1799 beim Bau der Straße zum Schloss Altenstein entdeckt und bis zum Frühjahr 1802 als älteste Schauhöhle Thüringens ausgebaut. Der öffentliche Eingang der Höhle liegt unterhalb der Straße von Schweina zum Schloss Altenstein.

## Entstehung
Die Altensteiner Höhle ist eine durch chemische Verwitterung (Karst) entstandene Sekundärhöhle. Das Rahmengestein bildet ein etwa 255 Millionen Jahre alter Riffkalk des Oberen Perms (Zechstein).
Die Höhle ist Fundpunkt eiszeitlicher Fossilien. Unter anderem wurden Knochen von Höhlenbären (Ursus spelaeus) gefunden, die nach neueren Untersuchungen (Braniek, 2002) aus der Frühen bis Mittleren Weichsel-Kaltzeit stammen, also ein Alter von 40.000–100.000 Jahren aufweisen. In der wissenschaftlichen Sammlung der Universität Jena befinden sich neben Zähnen vom Höhlenbären auch zehn aus Muschelschalen gefertigte Teile einer Kette, die als jungsteinzeitliche Funde datiert wurden.

## Erforschung und Erschließung

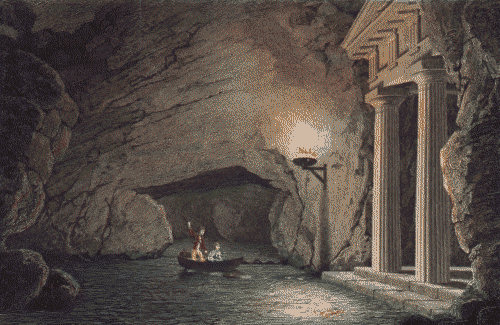
Höhlensee und Papierner Tempel (1869 abgerissen)

Den Ausbau der Höhle als Schauhöhle veranlasste Herzog  Georg  I.  von  Sachsen-Meiningen  im Zuge der Gestaltung des Altensteiner Parks. Die Erschließung und Gestaltung der Höhle erfolgte, dem damaligen Zeitgeist entsprechend, im Stil der Romantik; unter anderem wurde 1802 am unterirdischen Höhlensee die Kulisse eines Tempels („Papierner Tempel“) installiert, aber bereits 1869 wieder abgerissen. Die erste paläontologische Untersuchung der Höhle erfolgte 1801, Ernst Friedrich von Schlotheim setzte die Erforschung der Höhle 1813, 1816 und 1820 fort.
1909 erhielt die Höhle elektrische Beleuchtung. Im Zweiten Weltkrieg diente sie als Luftschutzkeller. Die Nutzung als Schauhöhle und die weitere Erforschung der Höhle wurde ab 1951 wieder aufgenommen. Es erfolgte eine Neuvermessung der Höhle und Planungen für einen Ausgangsstollen wurden aufgenommen. Die Arbeiten an diesem wurden Anfang der 1960er Jahre wegen Einbrüchen des Deckgebirges abgebrochen.
Durch verstärkte Forschungstätigkeit ab dem Jahr 2000 konnten bis heute etwa 2000 Meter Ganglänge erforscht werden, dabei wurden auch Räume mit zahlreichen Tropfsteinen entdeckt. Weitere Bezeichnungen von Höhlenabschnitten sind Bärenhöhle, Obere Empore, Tempel, Seeblick und Regenbogensaal.
Die Länge des Führungsweges beträgt etwa 330 Meter. Eine Führung dauert etwa 45 Minuten. Ein besonderer Besuchermagnet sind die regelmäßigen Konzerte und Theateraufführungen im Dom, einem der größten Räume der Schauhöhle.
Die Akademie für Geowissenschaften und Geotechnologien hat dem Altensteiner Riffkomplex und der Altensteiner Höhle im September 2019 den Titel „Nationaler Geotop“ verliehen.

## Trivia
Im Jahre 2009 war die Höhle Drehort für die Höllenszenen des Märchenfilms Der Teufel mit den drei goldenen Haaren.

## Höhlengewässer
Die Altensteiner Höhle ist eine aktive Flusshöhle. Der Höhlenbach führt im Durchschnitt etwa 100 Liter Wasser pro Sekunde. Nach lang anhaltender Trockenheit kann die Wassermenge auf unter 40 l/s absinken, während der Schneeschmelze oder nach heftigen Regenfällen aber auch auf über 300 l/s ansteigen.

## Schutzstatus
Die Altensteiner Höhle ist seit 2006 Teil des Nationalen GeoParks Thüringen Inselsberg – Drei Gleichen. Als Teil des Altensteiner Parks steht sie unter Denkmalschutz. Bereits Anfang der 1940er Jahre wurde sie als Naturdenkmal ausgewiesen. Die Höhle ist ein bedeutendes Winterquartier der Kleinen Hufeisennase.